# Giuseppe Mingrino
Giuseppe Mingrino (Castrogiovanni, 10 ottobre 1888 – 1958) è stato un politico italiano.
Figura di rilievo nel panorama politico italiano del primo dopoguerra, era noto per il suo impegno antifascista e per il ruolo svolto nella fondazione degli Arditi del Popolo.

## Biografia
Nato il 10 ottobre 1888 a Enna (all'epoca Castrogiovanni), in Sicilia, Mingrino fu segretario della camera del lavoro di Pisa; eletto deputato nella XXVI legislatura del Regno d’Italia, restò in carica dal 1921 al 1924.

### Attività politica e antifascista
Nel contesto dell'ascesa del fascismo, Mingrino fu tra i promotori degli Arditi del Popolo, un'organizzazione ex-combattentistica fondata nel 1921 per contrastare le violenze delle squadre fasciste. All'interno del movimento, Mingrino sostenne la necessità di mantenere legami con i partiti d'avanguardia, in contrasto con la posizione di altri leader come Argo Secondari, che propugnavano l'autonomia dell'organizzazione.
In seguito a divergenze interne, Mingrino assunse la direzione politica degli Arditi del Popolo, mentre Secondari mantenne la direzione militare e tecnica. Questa riorganizzazione portò a una maggiore integrazione dell'organizzazione con le strutture dei partiti proletari, riducendone l'autonomia originaria e rendendolo permeabile alle infiltrazioni.

### Eredità
Dopo che le attività degli Arditi del Popolo furono progressivamente smantellate con l'avvento del regime fascista, espatriò in Francia. Tuttavia il contributo di Giuseppe Mingrino al movimento antifascista italiano scemò, anche per i sospetti che tra i fuoriusciti iniziarono a sorgere su di lui.
Nel secondo Dopoguerra il suo nome emerse tra le persone incluse nell'elenco delle spie dell'Ovra pubblicato nel 1946 sulla «Gazzetta Ufficiale».